# Mojang Studios
Mojang AB, послује као Mojang Studios, шведски је развојни тим видео-игре са седиштем у Стокхолму. Познат је као произвођач видео-игре Minecraft, која је постала једна од најпродаванијих видео-игара икада.